# Dicranomyia stulta
Dicranomyia stulta är en tvåvingeart som beskrevs av Osten Sacken 1860. Dicranomyia stulta ingår i släktet Dicranomyia och familjen småharkrankar. Inga underarter finns listade i Catalogue of Life.